# La Patrouille perdue (nouvelle)
Pour les articles homonymes, voir La Patrouille perdue.
La Patrouille perdue est un recueil de nouvelles autobiographiques relatées par Pierre Messmer et parues aux éditions Albin Michel en 2002. Elles retracent quelques moments forts de sa vie dans les colonies, de la Seconde Guerre mondiale à l'Indochine française en passant par l'Afrique de l'Ouest.
Le titre est tiré du récit de l'évacuation de la place de Bir Hakeim, au cours de laquelle le capitaine Messmer, commandant une compagnie de la 13e demi-brigade de Légion étrangère perdit l'une de ses patrouilles de 5 hommes. Celle-ci, commandée par l'adjudant-chef Radomir Pavitchevitch, fut retrouvée cinq jours plus tard, à la tête d'une colonne de prisonniers allemands.

## Notice bibliographie
- Pierre Messmer, La Patrouille perdue : Et autres récits extraordinaires, Paris, Albin Michel, 2002, 167 p. (ISBN 2-226-13554-5)